# Simon da Borsano
Simon o Simone da Borsano o da Brossano (Milano, 1310 circa – Nizza, 27 agosto 1381) è stato un cardinale e arcivescovo cattolico italiano. Non nacque a Borsano, ma è ragionevole supporre che sia nato a Milano e che da Borsano provenisse la sua famiglia. Anche la data di nascita è incerta.
Secondo alcuni autori fu parente di Beltramo (o Bertrando) da Borsano, che fu vescovo di Parma e di Como (se fosse vero, sarebbe anche parente di Luchino, successore di Beltramo sulla cattedra di Como). Qualche autore ipotizza anche una sua parentela con Francescuolo Borsano, genero di Francesco Petrarca.

## Biografia
Proveniente da una nobile famiglia del milanese, impegnò la propria giovinezza nello studio e nel 1339 ottenne il dottorato in utroque iure all'Università di Perugia. Assieme alle campagne contro gli eretici, lo studio del diritto canonico fu il maggior impegno della sua vita.
Divenne arcidiacono, cioè rettore, dell'Università di Bologna e professore di diritto canonico alle università di Padova e Bologna; Gilles Bellemère fu tra i suoi allievi.
Il 18 giugno 1371 papa Gregorio XI lo nominò arcivescovo di Milano; il neo-arcivescovo non entrò mai nella città sede della sua arcidiocesi: fu inviato dal papa in varie località dell'Europa per combattere gli eretici attraverso la dialettica. A Nizza andò solo nel 1380, probabilmente in attesa di potersi recare ad Avignone a incontrare l'antipapa Clemente VII.
Papa Gregorio XI lo elevò al rango di cardinale nel concistoro del 20 dicembre 1375, conferendogli il titolo dei Santi Giovanni e Paolo. Da cardinale partecipò al successivo conclave dell'aprile del 1378. In questo conclave, brevissimo, fu eletto il vescovo di Bari Bartolomeo Prignano, che scelse il nome di Urbano VI; l'elezione avvenne sotto la pressione del popolo di Roma, che reclamava un papa romano "o almanco italiano", per timore che uno straniero riportasse la sede ad Avignone, e che giunse a sfondare la porta del conclave subito dopo il suo inizio, minacciando i cardinali. Lo stesso Simone fu indicato come ‘papabile’, ma poi la candidatura non ebbe seguito, dato che i Visconti, signori di Milano, erano in lotta col papato.
Fu presente, ma si astenne dal voto, al conclave del settembre di quello stesso anno, che elesse l'antipapa Clemente VII a Fondi, dando così origine al Grande Scisma d'Occidente; dopo il conclave, cercò rifugio con il cardinal Orsini ad Aversa, passando poi a Nizza sul finire del 1380.
Nel maggio del 1381, il cardinale Jean de la Grange si recò da lui a Nizza per convincerlo a riconoscere la legittimità del papa avignonese Clemente VII. Il giorno prima di morire, Simone firmò una dichiarazione in tal senso. In effetti, fin dal giorno dell'elezione di Urbano VI nutrì dubbi sulla legittimità di questa nomina, e si adoperò per una soluzione dello scisma, proponendo che i contendenti, papa e antipapa, si presentassero dimissionari a un concilio e da questo venisse poi la nuova nomina del papa legittimo e unico. Così avvenne.
Morì il 27 agosto 1381 a Nizza, nel convento dei domenicani, dei quali era ospite, e fu sepolto nella loro chiesa (demolita nel 1882 per costruire il Palazzo di Giustizia). Della tomba non ci sono tracce; però è possibile che sia rimasta sul posto, perché la chiesa non fu demolita a raso. Sono stati fatti dei sondaggi e si attende di poter eseguire uno scavo all'interno del Palazzo di Giustizia.

## Opere
- Lectura Clementinarum, manoscritto[5], Firenze, Biblioteca Laurenziana, Fondo Aedilium, cod. 55, fol. 123r-266v; ms. Barcelona, Archivio Capitular de la Catedral, 40, fol. 1r-13v..
- Commentum super regula Possessor, t. de regulis iuris (V.5.ult.2)[6], manoscritto, Firenze, Biblioteca Laurenziana, Fondo Aedilium, cod. 55, fol. 267r-277r; Barcelona, Archivio Capitular de la Catedral, 40, ff.135r-142r.

## Fonti
- Dizionario di erudizione storico-ecclesiastica da San Pietro sino ai nostri giorni di Gaetano Moroni, 1879, Venezia, Tip. Emiliana
- Ingeborg Walter e Hans-Jürgen Becker, BROSSANO, Simone da, in Dizionario biografico degli italiani, vol. 14, Roma, Istituto dell'Enciclopedia Italiana, 1972. URL consultato il 7 febbraio 2018.
- Annali d'Italia, dal principio dell'era volgare sino all'anno MDCCL di Lodovico Antonio Muratori